# Ignacio Comonfort
José Ignacio Gregorio Comonfort de los Ríos (12 mars 1812, Puebla – 3 novembre 1863, Mexico) est un militaire et un homme politique mexicain. Il est le dernier président du Mexique de la première république libérale, qui précéda la guerre civile entre conservateurs et libéraux.

## Biographie

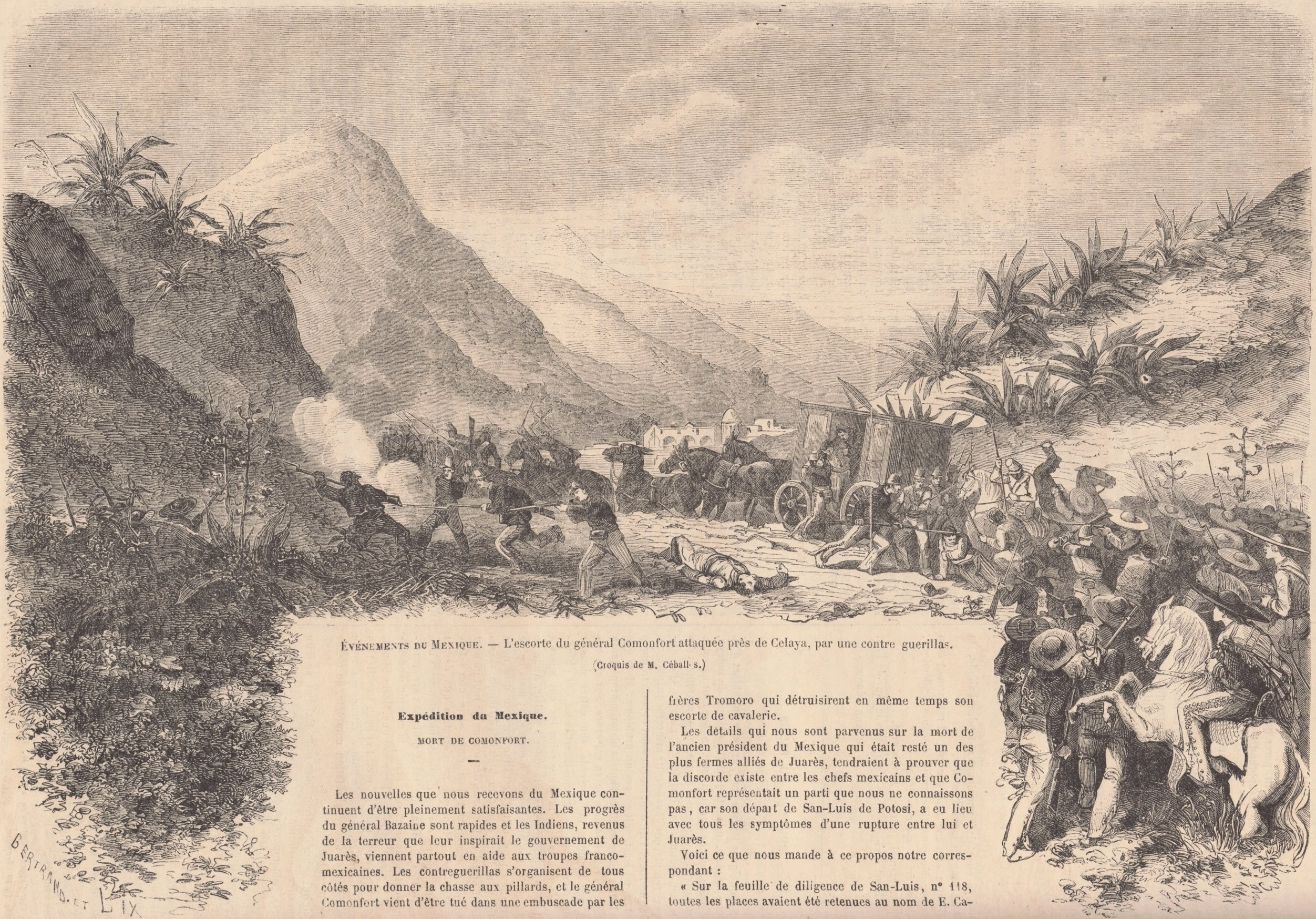
L'escorte du général Comonfort attaquée près de Celaya, par une contre guerillas.

Il est né en 1812 de parents français. En 1833, il est capitaine de la compagnie d'artillerie de la Garde nationale. Puis colonel en 1847 lors de la bataille de Mexico pendant la guerre américano-mexicaine. Le 21 juillet 1854, il est promu général de brigade, puis général de division le 27 août 1855. Comonfort est ministre de la guerre du 10 octobre au 10 décembre 1855, puis le 11 décembre il est président du Mexique par intérim, puis président élu dès le 13 juillet 1857 jusqu'à sa démission et sa fuite le 21 janvier 1858. Durant le mandat présidentiel de Comonfort, Benito Juárez fut à la fois président de la Cour suprême et vice-président du Mexique. De 1858 à 1861, il vit en exil aux États-Unis avant de rentrer au Mexique. En 1863, il est commandant en chef de l'armée et se bat contre les Français lors de l'expédition du Mexique. Le 13 novembre 1863, Comonfort est tué lors d'une attaque de guerrilla près de San Juan de la Vega sur la route de Querétaro à San Luis Potosí,.